# 中川忠英
中川 忠英（なかがわ ただてる、宝暦3年（1753年）- 文政13年9月17日（1830年11月2日））は、江戸時代後期の旗本。中川忠易の五男。幼名は勘三郎。字は子信。号は駿臺。官途は、従五位下・飛騨守（長崎奉行になった折りに叙任）。正室は安藤信尹の娘。四男には小栗忠清の養子となった忠高がおり、その嫡男が小栗忠順。遠山景晋、石川忠房と共に「文政三傑」と呼ばれ、文政年間の能吏として称えられた。

## 経歴
明和4年（1767年）に家督（石高1000石）を継ぎ、小普請支配組頭となり、天明8年（1788年）に目付となり、布衣を許される。寛政7年（1795年）2月より長崎奉行を拝命し、寛政9年（1797年）2月までこれを務める。長崎にて、手附出役の近藤重蔵らに命じて、唐通事（中国語通訳官）を動員して、清の江南や福建などから来た商人たちから風俗などを聞きこれを図説した『清俗紀聞』を編纂させて、これを監修する。出版されたのは、忠英が江戸に帰ってからである。
寛政9年（1797年）、勘定奉行として、関東郡代を兼帯する。享和3年（1803年）、武蔵国栗橋宿に静御前の墓碑がないことを哀れみ「静女之墳」の碑を建立する。文化3年（1806年）に大目付になり（関東郡代兼帯）、文化4年（1807年）に蝦夷地へ派遣された。文化8年（1811年）には、朝鮮通信使の応接を務めた。その後は文政3年（1820年）留守居役、旗奉行を歴任。旗奉行在任中の文政13年（1830年）9月に78歳で没した。